# Niklaus Leuenberger
Pour les articles homonymes, voir Leuenberger.

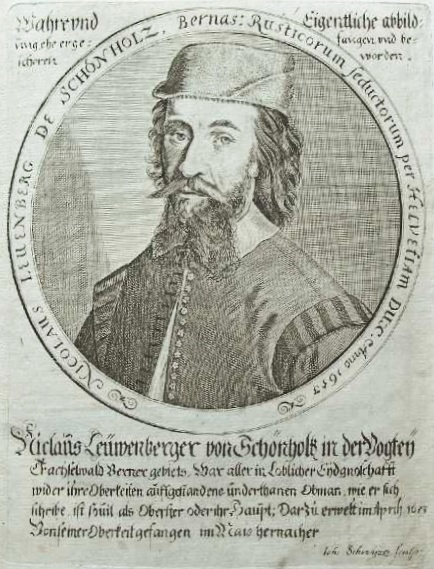
Niklaus Leuenberger (gravure de Johann Schwyzer, 22 juin 1653)

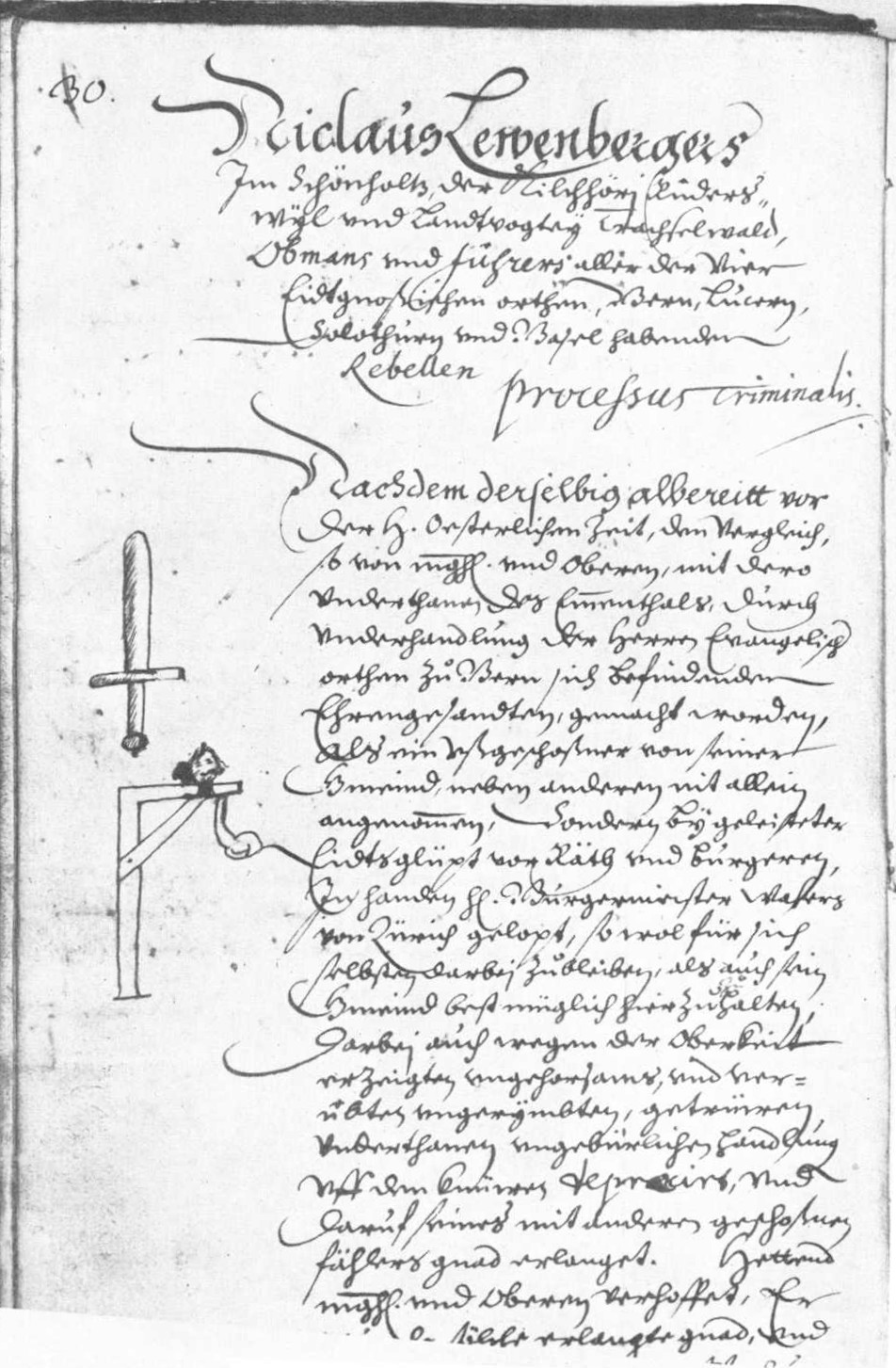
Acte de condamnation à mort

Niklaus Leuenberger (né le 17 juillet 1615 à Schönholz, exécuté le 6 septembre 1653 à Berne) fut l'un des chefs de la rébellion rurale qui mena à la guerre des paysans de 1653 en Suisse. Il fut surnommé le « roi des paysans ».

## Biographie
Leuenberger a été baptisé le 17 juillet 1615,. Il faisait partie d'une famille de paysans aisés. Son père, Hans, est né en 1586. À partir de 1643, il fut membre du tribunal de Ranflüh . Il s'est marié en 1639 avec Katharina Äschlimann puis vers 1642 avec Eva Stucki.

### Guerre des paysans
Nommé chef de l'insurrection peu avant la formation de la « ligue de Huttwil » (le 14 mai 1653), il est surnommé le « roi des paysans » car il est l'un des chefs de la rébellion. Dirigeant principalement les troupes bernoises, Leuenberger fit assiéger Berne par ses troupes le 22 mai 1653. Six jours plus tard, après avoir conclu un accord avec le maire de Berne (la « paix de Murifeld ») Leuenberger quitta les environs de la ville. Le 3 juin 1653, ses troupes affrontèrent à Wohlenschwil le contingent de Conrad Werdmüller qui n'avait pas été informé à temps de l'évolution de la situation. Mal équipée, l'armée de Leuenberger fut rapidement vaincue et dut battre retraite. Le 7 juin 1653, une expédition bernoise menée par Sigmund von Erlach rencontra un régiment de 2000 hommes de Leuenberger. Les paysans se replièrent à Herzogenbuchsee où ils furent vaincus par Von Erlach. La ville fut incendiée durant la bataille et Leuenberger prit la fuite. Il tenta de se cacher mais il fut trahi par un voisin.

### Exécution
Le 9 juin 1653, Samuel Tribolet, le Landvogt (sheriff) du district de Berne l'appréhenda. Leuenberger fut décapité puis démembré à Berne le 6 septembre 1653. Sa tête fut fixée sur un gibet avec à côté l'un des quatre exemplaires du pacte scellant la ligue de Huttwil.

## Monument
En 1903, à l'occasion des 250 ans de la guerre des paysans, la commune de Rüderswil érigea un monument en mémoire de Niklaus Leuenberger.